# Mihály Vasas
Mihály Vasas (Békéscsaba, 14 de setembro de 1933) é um ex-futebolista húngaro, que atuava como atacante.

## Carreira
Mihály Vasas fez parte do elenco da Seleção Húngara de Futebol na Copa do Mundo de 1958.

## Ligações Externas
- Perfil em Fifa.com (em inglês)